# تيريزا مو
تيريزا مو (بالصينية: 毛舜筠) (و. 1960 – م) هي ممثلة، من جمهورية الصين الشعبية، ولدت في هونغ كونغ.

## وصلات خارجية
- تيريزا مو على موقع IMDb (الإنجليزية)
- تيريزا مو على موقع ألو سيني (الفرنسية)
- تيريزا مو على موقع أول موفي (الإنجليزية)
- تيريزا مو على موقع قاعدة بيانات الفيلم (الإنجليزية)
- تيريزا مو على موقع كينوبويسك (الروسية)